# Гаврилов, Виктор Михайлович
Виктор Михайлович Гаврилов (11 ноября 1903—1957) — советский военно-морской деятель, инженерный работник, начальник Управления связи ВМФ СССР, инженер-вице-адмирал (1944).

## Биография
В 1924 году после окончания училища командного состава проходил службу вахтенным начальником крейсера «Аврора», а с 1928 года, после окончания курсов связистов при Военно-морской академии — командиром боевой части связи линкора «Марат» В 1929 году назначен на должность флагманского связиста штаба дивизии линкоров Балтийского флота. В 1934 году после окончания Военно-морской академии становится помощником начальника отдела связи штаба Балтийского флота. В 1936—1938 годах был советником по связи в аппарате Военно-морского советника Н. Г. Кузнецова в Республиканской Испании.
В 1938 году В. М. Гаврилов назначается первым начальником Управления связи ВМФ СССР, кандидатура народным комиссаром военно-морского флота утверждалась лично у И. В. Сталина. После Великой Отечественной войны служил в системе военно-морских учебных заведений начальником факультета связи, преподавал в Высшем военно-морском училище им. М. В. Фрунзе а в 1949—1951 годах — заместителем начальника Военно-морской академия имени К. Е. Ворошилова. Скончался в 1957 году, похоронен в Ленинграде на Серафимовском кладбище.
За большие заслуги в строительстве системы связи военно-морского флота, обеспечении управления силами флота в годы войны и мирного строительства награждён многими орденами и медалями.